# 乔治·费海尔
乔治·费海尔（英語：George Feher，1924年5月29日—），美国生物物理学家，现在在加州大学圣地亚哥分校工作。

## 学术生涯
获得博士学位后，他成为贝尔实验室和哥伦比亚大学的物理学家，1960年，他成为加州大学圣地亚哥分校物理学教授。

## 研究
他主要的研究成果是揭示植物和细菌利用光合作用将光转换成化学能的基本机制。他对科学的贡献是光谱工具的发展及应用，尤其实在生物化学和生物物理学方面。